# Ligne Barcelone - Gérone - Portbou
La ligne Barcelone - Gérone - Portbou ou ligne Barcelone - France (en catalan : línia Barcelona - Girona - Portbou) est une ligne de chemin de fer espagnole appartenant l'Administrateur d'Infrastructures Ferroviaires (ADIF) qui relie Barcelone avec la frontière hispano-française à Portbou et Cerbère en passant par l'intérieur de la Catalogne. La ligne commence dans la Gare de Barcelone-Sants et se termine dans la gare de Cerbère dans les Pyrénées-Orientales.
La ligne est d'écartement ibérique, à double voies et les services qui passent par la ligne sont des Rodalia de Gérone, des régionales en provenance de Barcelone et/ou des trains marchandises.

## Histoire

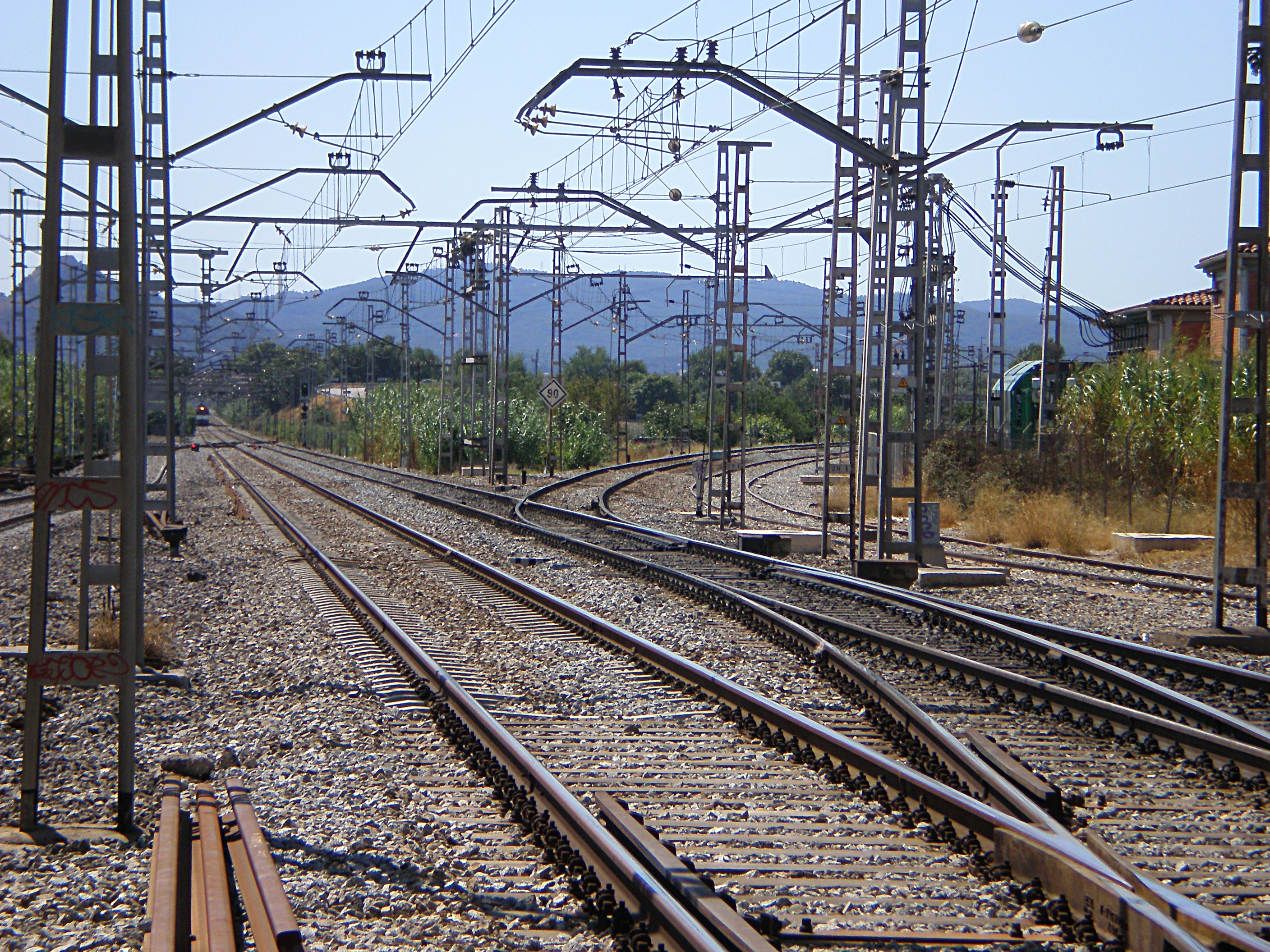
Connexion avec la ligne Castellbisbal / el Papiol - Mollet dans la gare de Mollet - Sant Fost.

L'origine de la ligne se trouve dans l'intention de créer un chemin de fer reliant Barcelone à Granollers par Girona Hnos., Clavé y Cia., Josep Maria Serra, Manuel de Lerena et Compte y Cia. par l’acquisition de la concession de la ligne de Barcelone à Sant Joan de les Abadesses. L'achat n'a pas porté ses fruits, mais le jour même où la concession de la ligne de Sant Joan de les Abadesses a expiré, le gouvernement a cédé à la résidence de Gérone la réalisation de la ligne de Barcelone à Granollers.
Le 23 juillet 1854, la concession du chemin de fer de Barcelone à Granollers est accordée, à l'initiative des frères Girona et Clavé i cia., sur les Chemins de Fer de Barcelone à Granollers (ca) qui a ouvert la ligne le 23 juillet 1854.
La ligne a été bâtie en différents tronçons :
- Barcelone - Granollers (1854): bâtie par la compagnie de Chemins de Fer de Barcelone à Granollers.
- Granollers - Empalme (Maçanet-Massanes, 1861): où la ligne Barcelone - Mataró - Maçanet Massanes s'unissait à celle de Granollers pour suivre vers Gérone.
- Empalme - Gérone: bâtie par les Chemins de Fer de Barcelone à Gérone (plus tard nommée Chemins de Fer de Barcelone à la France par Figueras) fusion de la Compagnie des Chemins de Fer de Barcelone à Mataró et des Chemins de Fer de Barcelone à Granollers.
- Gérone - Figueras - France : bâtie par la Compagnie des Chemins de fer de Tarragone à Barcelone et la France fusion de l'antérieur (Chemins de Fer de Barcelone en France par Figueras et Compagnie du Chemin de fer de Tarragone à Martorell et Barcelone).

À Barcelone, la deuxième gare ferroviaire a été construite, après la ligne de Mataró, à l'intérieur de l'enceinte murée dans une zone limitée avec la rue Ocata, près de la douane et de la place du Palau. Anciennement appelée gare de Granollers, elle a ensuite été remplacée par la gare de France.
En 1857, les compagnies des lignes de Granollers et de Mataró ont étendu les lignes jusqu'à un point commun près d'Hostalric et à la construction conjointe jusqu'à Gérone, Figueras et la France.

## Caractéristiques

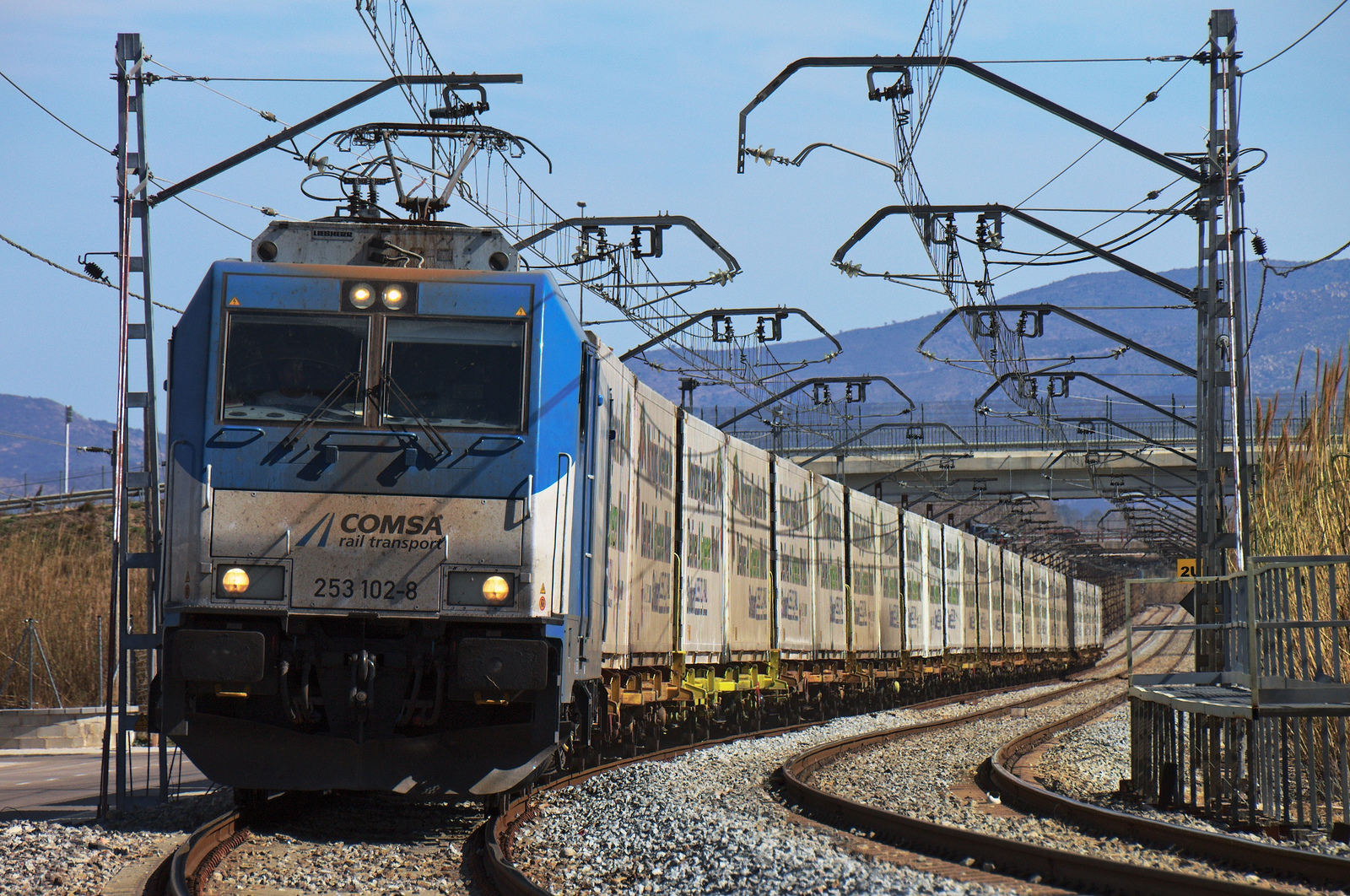
La locomotive électrique 253-102 de COMSA Rail Transport transporte le fruitier à son pas par Figueras.

La ligne est d'écartement ibérique et le tronçon Gérone-Vilamalla est adapté à la largeur mixte avec la troisième voie. La ligne relie Barcelone avec Cerbère, dans les Pyrénées-Orientales, en passant par Granollers, Sant Celoni, Gérone, Figueras et Portbou. À Barcelone, la ligne a été enterrée à la gare El Clot-Aragó et à l'embranchement de Glòries pour accéder à la gare terminus, Barcelone Estació de França.
La ligne dispose de connexions avec d'autres lignes comme à Portbou, où à travers un échangeur d'écartement, la ligne est reliée avec le réseau ferroviaire français, entre Vilamalla et Figueras pour relier la ligne avec la gare de Figueras - Vilafant de la LGV Barcelone - Frontière Française, à Maçanet-Massanes où se termine la Ligne Barcelone - Mataró - Maçanet Massanes, entre Sant Andreu Comtal et Montcada i Reixac avec l'embranchement de « les aigües » pour raccorder la ligne de Manrèse et/ou de Ripoll; entre la Sagrera et Sant Andreu Comtal avec l'embranchement Besòs, à Barcelone avec la fin de la ligne du Maresme, avec le tunnel de place de Catalogne et l'embranchement de Glòries pour accéder au tunnel d'Aragon.

## Exploitation
Actuellement circulent sur cette ligne les services de Rodalia de Barcelone et les régionales des Rodalies de Catalogne et les services de longue distance. En plus de ceux indiqués dans le tableau, les services suivants traversent également partiellement la ligne: R2 Sud entre la Gare de France et la bifurcation de Glòries vers le tunnel d'Aragon, et les services régionaux avec départ ou terminus à Sant Andreu Comtal jusqu'à la bifurcation pour raccorder avec le tunnel d'Aragon vers Passeig de Gràcia, comme les R13, R14, R15, R16 et Ca6.
| Service | Terminus service          | Début de la ligne | Fin de la ligne | Terminus service               |                   |
| ------- | ------------------------- | ----------------- | --------------- | ------------------------------ | ----------------- |
|         | Castelldefels (es)        | El Clot-Aragó     |                 | Granollers Centre              |                   |
|         | Aéroport                  | El Clot-Aragó     |                 | Sant Celoni / Maçanet-Massanes |                   |
|         | Barcelone-Sants           | El Clot-Aragó     |                 | Portbou / Cerbère              | Portbou / Cerbère |
|         | L'Hospitalet de Llobregat | Sagrera \| TAV    | Portbou         | Portbou                        |                   |